# Zespół dworski w Kamesznicy
Zespół dworski w Kamesznicy – kompleks zabudowań z 1833 roku w Kamesznicy w powiecie żywieckim, na który składają się: dwór, kancelaria z wieżą zegarową, stajnia z wozownią (obecnie stodoła), lamus, suszarnia szyszek (obecnie dom mieszkalny), i park, wpisany do rejestru zabytków nieruchomych województwa śląskiego.
Na miejscu późniejszego zespołu dworskiego stały wcześniej zabudowania folwarczne Wielopolskich , wzniesione w 1720 roku . Parterowy, murowany klasycystyczny dwór (pałac) kryty dachem czterospadowym został wybudowany w 1833 roku  jako letnia rezydencja dla hrabiów Marcelego i Teresy Potockich herbu Pilawa z Buczacza . Poniżej dworku znajduje się tzw. kancelaria z wieżą zegarową na planie czworokąta, nakrytą baniastym dachem hełmowym z gontu . Na zespół składa się także budynek suszarni szyszek, obecnie użytkowany jako dom mieszkalny . W pobliżu znajduje się również kamienny krzyż z inskrypcją „1833” oraz herbem Pilawa. Kompleks otacza park o powierzchni około 7,5 ha, w którym rosną np. około 150-letni żywotnik zachodni, mający status pomnika przyrody (obwód pnia 193 cm; poza żywotnikiem ochroną objęte były sosny wejmutki, które uległy zniszczeniu), jesiony, lipy, modrzewie, czy jawory .
W 1846 roku dwór wraz z majątkiem Kamesznica został zakupiony od Teresy Potockiej przez Karola Ludwika Habsburga , który przeznaczył go na siedzibę arcyksiążęcego zarządu lasów . Obecnie dwór wykorzystuje administracja Lasów Państwowych .
Z dawnego wyposażenia wnętrz zachował się neogotycki kominek z marmuru .